# Kasteel Ommerstein

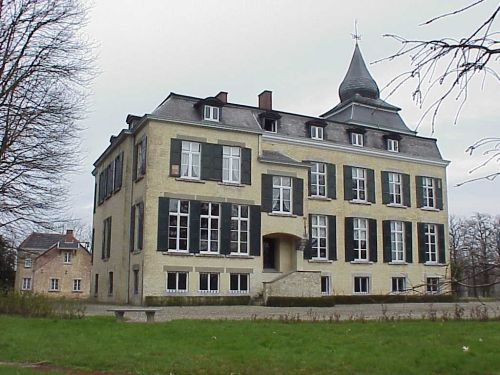
Kasteel Ommerstein

Het Kasteel van Ommerstein is een kasteel gelegen in de nabijheid van een oude Maasarm in het Belgisch-Limburgse dorp Rotem dat deel uitmaakt van de gemeente Dilsen-Stokkem. Het is gebouwd in de classicistische stijl met een uit de 18e eeuw stammende middenbouw die naderhand vergroot is. Verder bezit het een nog oudere toren. De geschiedenis van dit kasteel gaat terug tot de 13e eeuw.
In het bijbehorende park bevinden zich een aantal mammoetbomen en indrukwekkende Libanonceders waaronder de dikste van België. Ook bevinden zich een aantal vijvers rondom het kasteel.

## Geschiedenis
In de 14e en 15e eeuw werd het landgoed als Kesselhof aangeduid, naar de familie van Kessel die met Jan van Kessel in 1380 voor het eerst vermeld werd. Catharina van Kessel trouwde met Arnold van Kriekenbeek; vanaf 1428 wordt het goed als Kriekenbeek vermeld.
Midden 17e eeuw noemde Elisabeth van Goldstein zich dame van Ommerstein en Rothem.
In 1793 wordt het goed door de Fransen verkocht aan M. Smeets, advocaat uit Maastricht. Zijn dochter Maria Anna Smeets (1791-1847) trouwde met baron Louis de Schiervel, burgemeester van Rotem, lid van het Nationaal Congres, voorzitter van de Senaat en gouverneur van Oost-Vlaanderen en Limburg. Ze woonden vanaf hun huwelijk in 1813 in het kasteel. Naar Schiervel is de laan genoemd waaraan het kasteel ligt. Hij overleed in 1866 in het kasteel.
Het kasteel kwam vervolgens in handen van Éléonore de Lenarts (1816-1898), een nicht van Schiervel die hij geadopteerd had. Zij was getrouwd met ridder Charles Moreau de Bellaing (1825-1895), agronoom, burgemeester van Rotem en provincieraadslid van Limburg.
Huidig eigenaar is ondernemer Jos Vaessen.